# Ice cross downhill

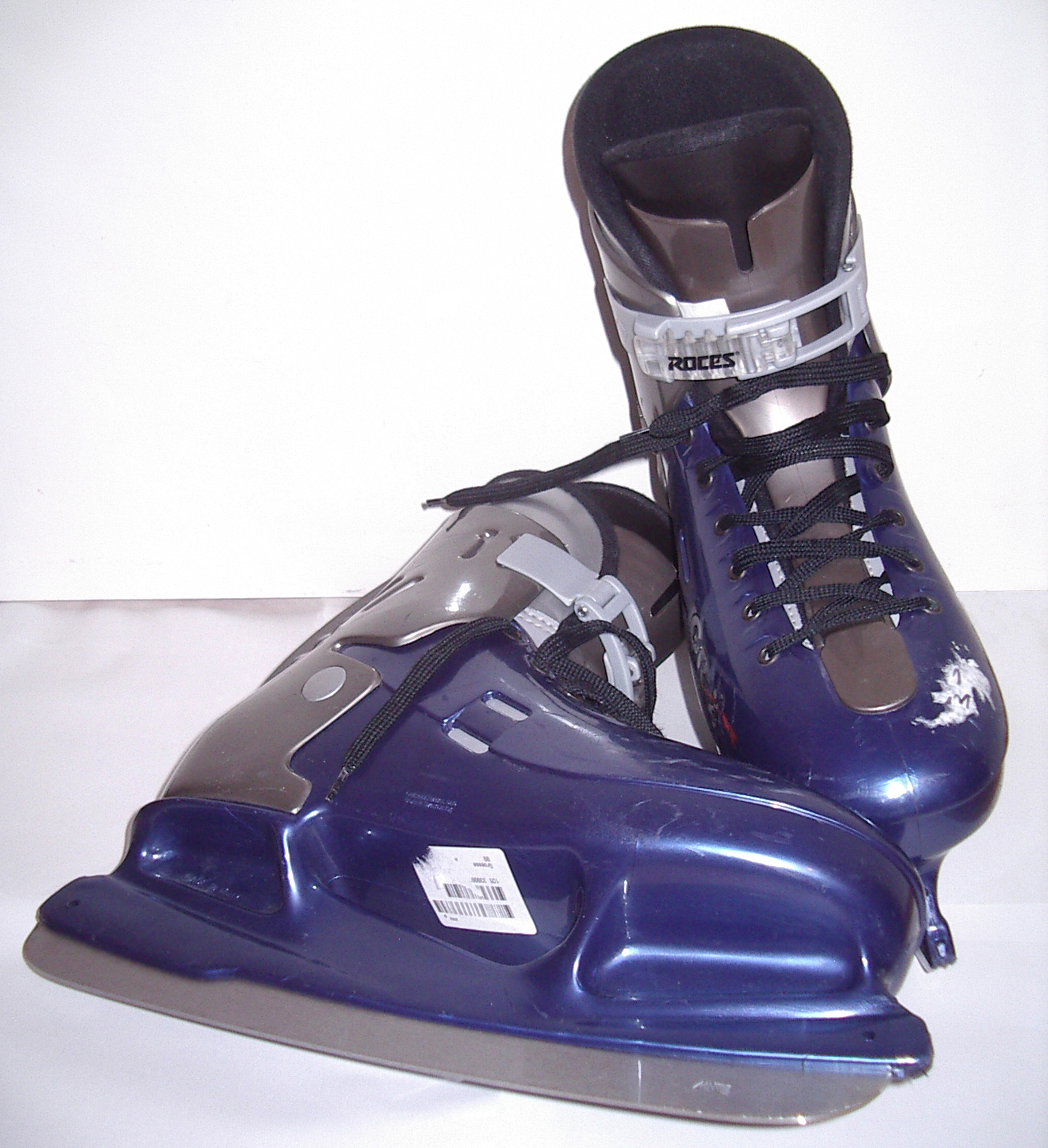
Pattini da ghiaccio

L'ice cross downhill è uno sport praticato in discesa libera su pattini da ghiaccio, nel quale i pattinatori spesso viaggiano a oltre 70 km/h.

Per questo motivo, i pattinatori devono avere lo stesso tipo di protezioni dei giocatori di hockey, che come loro si urtano in maniera continua.